# Сато Хісато
Хісато Сато (яп. 佐藤 寿人, нар. 12 березня 1982, Касукабе) — японський футболіст, нападник клубу «Санфречче Хіросіма».
Виступав за клуби «ДЖЕФ Юнайтед», «Сересо Осака» та «Вегалта Сендай», а також національну збірну Японії.
Має брата-близнюка, також професіонального футболіста Юто Сато.

## Клубна кар'єра
Народився 12 березня 1982 року в місті Касукабе. Вихованець футбольної школи клубу «ДЖЕФ Юнайтед».
На початку 2000 року був переведений до основної команди. Його дебют у Джей-лізі відбувся 15 квітня 2000 року в матчі проти клубу «Джубіло Івата», а свій перший гол забив 21 березня 2001 року в грі проти тієї ж «Джубіли Івати».
Не маючи достатньої ігрової практики, він вирішив перейти в клуб Другого дивізіону «Сересо Осака» у 2002 році. Тренер «Сересо» Акіхіро Нісімура оцінив його високо, оскільки Сато грав за молодіжну збірну Японії, якою також керував Нісімура. Однак, на початку сезону Сато хворів на синдром Гієна-Барре, через що грав не так багато матчів, поступаючись місцем в складі Акінорі Нісідзаві і Йосіто Окубо. За підсумками сезону 2002 клуб зайняв 2 місце в дивізіоні й отримав підвищення в класі.
На початку 2003 року Сато був відданий в оренду в клуб «Вегалта Сендай», де став основним нападником, зігравши за сезон 30 матчів і забивши 9 голів. Попри його зусилля, команда була понижена в класі. Після цього «Вегалта» викупила контракт гравця і він зіграв усі 44 матчі в чемпіонаті, в яких забив 20 голів, але клуб не зміг повернутися у вищий дивізіон.
Своєю грою Хісато привернув увагу представників тренерського штабу клубу «Санфречче Хіросіма», до складу якого приєднався на початку 2005 року. 22 квітня 2006 року на 8-й секунді після стартового свистка в матчі проти свого колишнього клубу «Сересо Осака» Сато забив гол, ставши рекордсменом Джей-ліги по найшвидшому голу. Наразі встиг відіграти за команду з Хіросіми 412 матчів в національному чемпіонаті. За цей час Сато тричі вигравав чемпіонат Японії та національний суперкубок, крім того, визнавався найціннішим гравцем Джей-ліги, ставав найкращим бомбардиром чемпіонату, а також двічі був включений у символічну збірну чемпіонату.

## Виступи за збірні
Протягом 2000–2001 років залучався до складу молодіжної збірної Японії, разом з якою був учасником молодіжного чемпіонату світу 2001 року в Аргентині, де японці зайняли останнє місце в групі. Всього на молодіжному рівні зіграв у 8 офіційних матчах, забив 5 голів.
11 лютого 2006 року дебютував в офіційних матчах у складі національної збірної Японії в товариській грі проти збірної США. Забив свій перший гол за збірну 22 лютого 2006 року в матчі відбіркового турніру кубку Азії проти збірної Індії. Напередодні чемпіонату світу 2006 року він регулярно викликався в збірну Японії, але не був включений в остаточну заявку тренером Зіко.
У складі збірної був учасником кубка Азії з футболу 2007 року і зіграв чотири матчі в турнірі, виходячи на заміну.
Всього провів у формі головної команди країни 31 матч, забивши 4 голи.

## Статистика

### Збірна
| Збірна Японії | Збірна Японії | Збірна Японії |
| Роки          | Ігри          | Голи          |
| ------------- | ------------- | ------------- |
| 2006          | 12            | 3             |
| 2007          | 7             | 0             |
| 2008          | 6             | 0             |
| 2009          | 3             | 1             |
| 2010          | 3             | 0             |
| Всього        | 31            | 4             |

## Титули і досягнення

### Командні
- Чемпіон Японії: 2012, 2013, 2015
- Володар Суперкубка Японії: 2008, 2013, 2014, 2016

### Особисті
- Член символічної збірної Джей-Ліги: 2005, 2012
- Найкращий бомбардир чемпіонату Японії: 2012 (22 голи)
- Найкращий бомбардир Другого дивізіону чемпіонату Японії: 2008 (28 голів)
- Найцінніший гравець Джей-ліги: 2012
- Найкращий бомбардир Клубного чемпіонату світу: 2012 (3 голи)

## Приватне життя
Має брата-близнюка, Юто, який також став професійним футболістом і 2006 року провів один матч за збірну Японії.